# Ylikiiminki

Wappen der ehemaligen Gemeinde Ylikiiminki

Lage von Ylikiiminki in Finnland

Ylikiiminki [ˈylikiːmiŋki] (schwedisch historisch Överkiminge) ist eine ehemalige Gemeinde mit rund 3.400 Einwohnern im Norden Finnlands. Sie liegt rund 35 km nordöstlich der Stadt Oulu am Mittellauf des Flusses Kiiminkijoki. In der Gemeinde wird ausschließlich finnisch gesprochen.
Zum 1. Januar 2009 wurde sie der Stadt Oulu eingemeindet, deren Fläche sich dabei mehr als verdreifachte.
Die Gemeinde umfasst neben dem namensgebenden Kirchdorf (finn. kirkonkylä) Ylikiiminki die folgenden Orte:
Alavuotto, Arkala, Häikiönniemi, Jokela, Jokikokko, Jolos, Juopuli, Karahka, Kääriänperä, Lamu, Murtomaa, Niemikylä, Nuoritta, Rekikylä, Somerovaara, Säävälä, Ukkolanmäki, Ukonkangas, Vesala, Vepsä, Vähävuotto, Ylikylä, Ylivuotto. Der weitaus größte Teil des Gemeindegebiets ist bewaldet; einige Seen, Wildbäche und Flüsse tragen zum Reiz der Landschaft bei. 

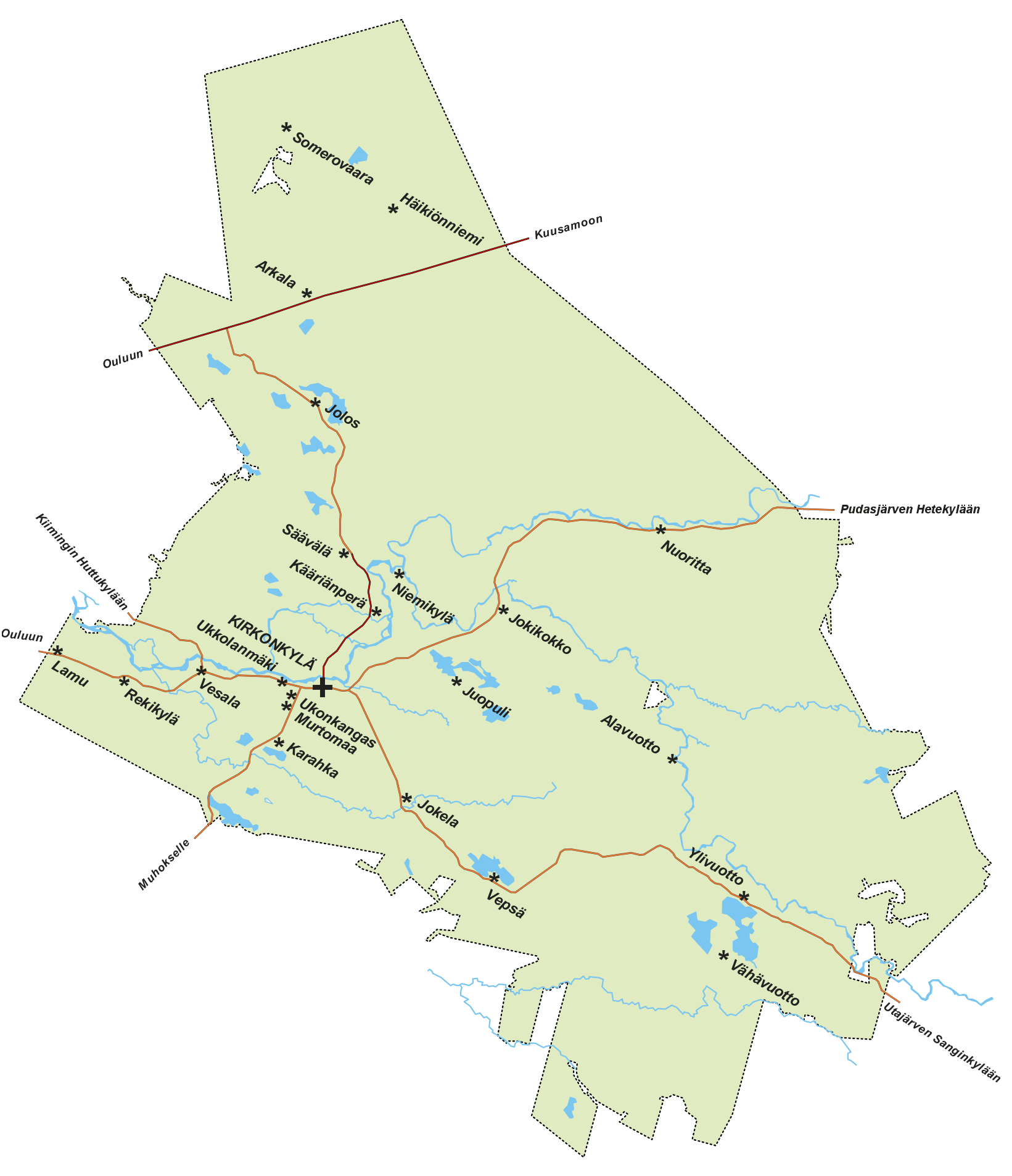
Siedlungen der Gemeinde Ylikiiminki
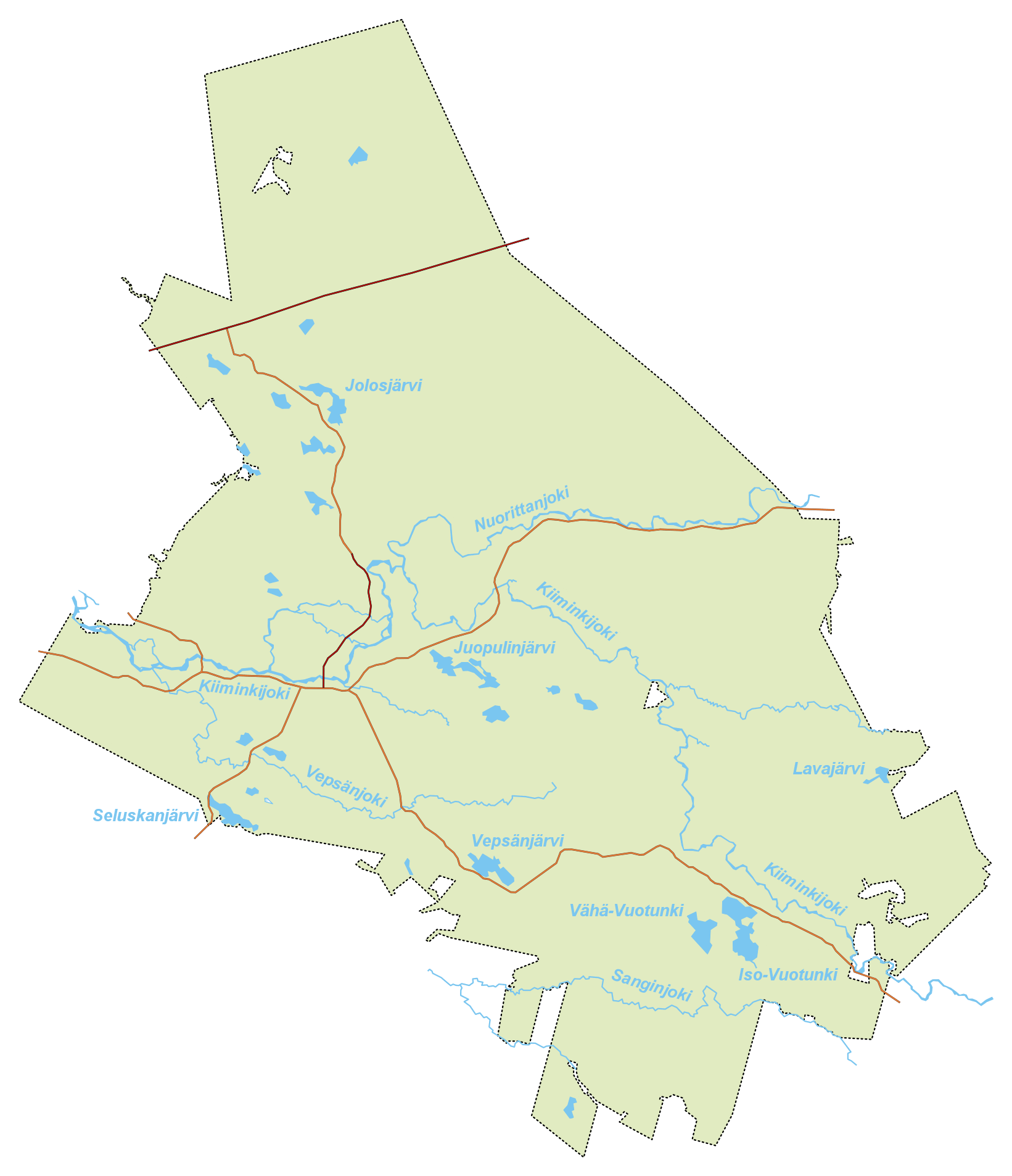
Flüsse und Seen im Gemeindegebiet

Der Ort Ylikiiminki entstand im 16. Jahrhundert durch die Ansiedlung finnischer Siedler aus der ostfinnischen Landschaft Savo. Im nahen Dorf Vesala, dass heute ebenfalls zur Gemeinde zählt, siedelte sich etwa um 1560 der bis heute in vielen Erzählungen besungene finnische Landsknecht Pekka Vesainen an, der während des 1570–1595 schwelenden Konflikts zwischen Schweden und Russland von hier aus Kriegszüge nach Karelien unternahm. An ihn erinnert ein 1936 errichtetes Denkmal in Vesala. Zu den Sehenswürdigkeiten Ylikiiminkis zählt weiterhin die 1788 nach Plänen von Jacob Rijf erbaute Holzkirche.
Ylikiiminki bestand ab 1867 als eigenständige Gemeinde.

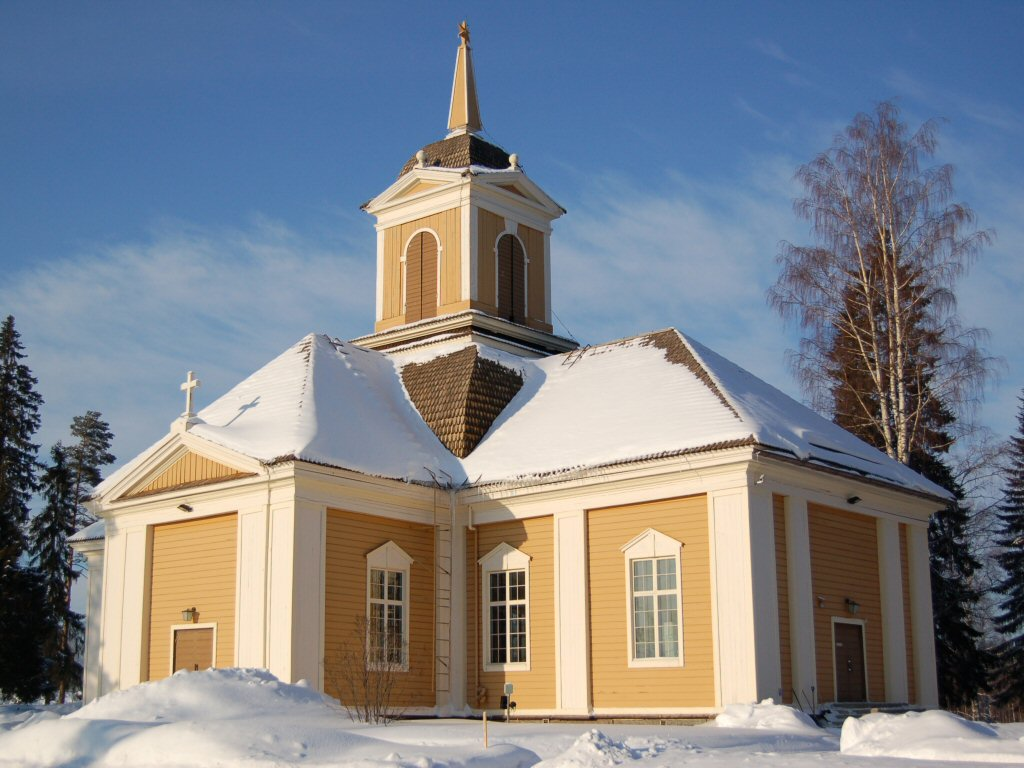
Die Kirche von Ylikiiminki
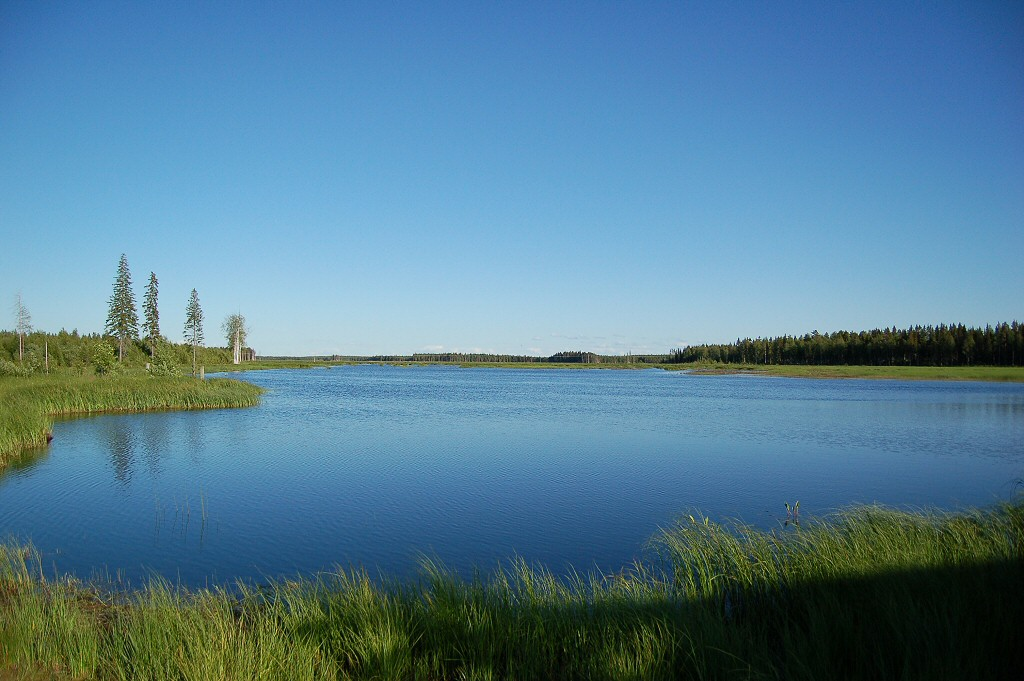
Am See Iso Seluskanjärvi

## Persönlichkeiten
- Pentti Holappa (1927–2017), finnischer Schriftsteller